# Hopscotch Groupe
 (septembre 2017).
Si vous disposez d'ouvrages ou d'articles de référence ou si vous connaissez des sites web de qualité traitant du thème abordé ici, merci de compléter l'article en donnant les références utiles à sa vérifiabilité et en les liant à la section « Notes et références ».
Hopscotch Groupe, anciennement Public Système Hopscotch, est un groupe de relations publiques et de lobbying français. Il est spécialisé dans le numérique et l'évènementiel.  
Coté à la bourse de Paris depuis juillet 1998, il emploie 611 employés. 
Depuis 2021, il est en partie détenu par Reworld Media.  

## Présentation
Le groupe est structuré autour d’agences portant le nom Hopscotch, comme Hopscotch Event, Travel, Corporate, rouge, Congrès ou Luxe, et d’agences spécialisées : heaven, Sagarmatha, Human to Human, Le Public Système PR, Le Public Système Cinéma, Capdel, U Pro…
Depuis Paris, le groupe s'internationalise en Irlande (Hopscotch Europe), en Chine (Hopscotch Asia), au Maroc (Hopscotch Africa) et au Brésil (Hopscotch Americas).
Hopscotch Groupe a réalisé en 2015 un chiffre d'affaires de 150 millions d'euros et une marge brute de 59,9 millions d'euros. 

### Liens avec le monde politique
Le groupe est inscrit au registre des représentants d'intérêts de la Haute Autorité pour la Transparence de la Vie Politique.
La députée Aurore Bergé, présidente du groupe LREM à l'Assemblée nationale, a été cadre du Hopscotch Group.
Patricia Chapelotte, une des dirigeantes du Hopscotch Group, a été candidate sur la liste En Marche ! aux élections municipales et a organisée des levées de fonds pour LREM.

## Historique
- 1968 : création de Promo 2000
- 1986 : création de Délires
- 1993 : fusion de Promo 2000 et Délires pour créer le groupe Le Public Système
- 1998 : entrée en bourse du groupe Le Public Système
- 2009 : rachat d'une part majoritaire de la société Heaven[6]
- 2010 : rapprochement entre les groupes Le Public Système et Hopscotch, qui donne lieu à la naissance du groupe Public Système Hopscotch
- 2015 : Public Système Hopscotch devient Hopscotch Global PR Group [7]
- Le 3 février 2017, Hopscotch Groupe et l'agence de communication Sopexa créent la Fondation pour l'Innovation et la Transmission du Goût sous l'égide de la Fondation Agir Contre l'Exclusion (FACE). Cette initiative a pour ambition de soutenir les actions autour de La Semaine du goût.

## Lobbying
Le groupe est inscrit au registre des représentants d'intérêts de la HATVP.

## Directoire
- Lionel Chouchan, président du conseil de surveillance
- Frédéric Bedin, président du directoire
- Benoit Désveaux, membre du directoire
- Pierre-Franck Moley, membre du directoire

## Note
En anglais, hopscotch signifie marelle.